# 孔子鳥科
孔子鳥科是中国下白垩纪的一科原始鸟类，由4个属组成，化石形成於1亿3100万－1亿2000万年前。

## 分类
孔子鳥目共有1科4屬5種被確認，而錦州鳥的有效性仍有爭議，另有數個屬可能也屬於孔子鳥目。在已知的孔子鳥類中，郑氏始孔子鸟是生存年代最早者。
- ？葉夫根鳥屬 Evgenavis
  - ？高貴葉夫根鳥 Evgenavis nobilis
- 「前鳥屬」 "Proornis"
  - 「朝鮮前鳥」 "Proornis coreae"
- ？中鳥屬 Zhongornis
  - ？郝氏中鳥 Zhongornis haoae
- 孔子鳥科 Confuciusornithidae
  - 孔子鸟属 Confuciusornis
    - 圣贤孔子鸟 Confuciusornis sanctus
    - 杜氏孔子鸟 Confuciusornis dui

  - 长城鸟属 Changchengornis
    - 横道子长城鸟 Changchengornis hengdaoziensis

  - 始孔子鸟属 Eoconfuciusornis
    - 郑氏始孔子鸟 Eoconfuciusornis zhengi

  - 锦州鸟属 Jinzhouornis（目前被认为是圣贤孔子鸟的异名[1]）
    - 义县锦州鸟 Jingzhouornis yixianensis
    - 张吉营锦州鸟 Jingzhouornis zhangjiyingia

  - 楊氏鳥屬 Yangavis
    - 孔子楊氏鳥 Yangavis confucii

孔子鸟科由侯连海等人（Hou et al.）於1995年命名，包含模式属孔子鸟属，并被划分至鸟纲孔子鸟目。这一类群由Chiappe於1999年给出了种系发生学定义，他将基於节点的分支孔子鳥科（Confuciusornithidae）定义为只包含长城鸟和孔子鸟的一科。Sereno这一定义扩大，将所有亲缘关系与圣贤孔子鸟（Confuciusornis sanctus）更近、与家麻雀（Passer domesticus）相对较远的物种都包含在孔子鸟科中。锦州鸟由侯连海、周忠和及张福成於2002年被加至孔子鳥科，而始孔子鸟由张福成、周忠和及迈克尔·本顿於2008年被归入孔子鳥科。

## 体表特征
大约半数的保留有羽毛的孔子鸟科（包括所有物种的代表种）标本都拥有一对与众不同的丝带状尾羽，而且羽毛既可能是有羽轴的正羽，也可能是不带羽轴的绒羽。